# Hyperconvergence
L'hyperconvergence (ou hyper-convergence ou  en anglais HCI pour Hyper-converged infrastructure) est un type d'architecture matérielle informatique qui agrège de façon étroitement liée les composants de traitement, de stockage, de réseau et de virtualisation de plusieurs serveurs physiques. L'hyper-convergence permet une consolidation importante au niveau des centres informatiques.

## Historique
Le terme « hyper-convergence » est apparu en 2012 dans une publication de Steve Chambers, ex-CTO de VCE (en). Des analystes ont alors indiqué que pour eux « l'hyper-convergence serait la prochaine génération de la virtualisation ». La première solution d'hyper-convergence a été lancée en 2012 par Scalecomputing.
Il s'agit d'une évolution des solutions d'infrastructure convergée, le concept étant apparu en 1999 avec la croissance exponentielle du nombre de serveurs de Google.

## Description
Par rapport à l'infrastructure convergée, l'hyper-convergence englobe les éléments d'infrastructure dans un groupe de ressources partagées, en intégrant un stockage réparti sur les différents nœuds, dédupliqué, compressé et optimisé, en positionnant les blocs les plus accédés sur du disque de type SSD et les autres sur des disques plus capacitifs. Le principe est de consolider sur une seule pile logicielle tous les composants, dans une démarche « software-defined » .
L'intérêt est de permettre la croissance de façon linéaire en suivant les besoins, sans remettre en cause l'architecture globale, les ressources de stockage augmentant linéairement avec les ressources processeurs, typiquement pour des infrastructures hébergeant plusieurs milliers de machines virtuelles. Cela permet de résoudre ou au moins de limiter les contentions d'entrée-sortie.
Les solutions d'hyper-convergence peuvent être de deux types: soit des appliances pré-configurées par les constructeurs (Cisco, HP, Atlantis HyperScale, Nutanix, SimpliVity (avec Dell, Cisco), ScaleComputing, Pivot, VxRail Dell EMC...), soit des solutions purement logicielles SDS (Software-Defined Storage) (Atlantis Computing, VMware VSAN, Sanbolic, Nexenta, EMC ScaleiO, Datacore, Proxmox VE, Red Hat Hyperconverged Infrastructure (RHHI)). D'autres auteurs distinguent un troisième type d'approche, l'approche Data systems [Quoi ?] : CEPH, Gluster, OpenStack, AWS.

## Exemples de solutions d'hyperconvergence
- VMware HCI (vSphere+vSAN)[13]
- 2CRSI OpenBlade[14],[15]
- Atlantis Computing[16]
- Datacore Software
- Dell EMC VxRail[17]
- Maxta[18]
- Microsoft[19]
- Pivot3[20]
- Scalecomputing[4]
- Cisco Hyperflex[21]
- HPE Synergy[22]
- NetApp HCI[23]
- Nutanix[8]
- Proxmox VE[24]